# Eva Johansson (simhoppare)
Eva Monika Johansson, gift Göransson, född 19 juli 1955 i Falköpings stadsförsamling, död 9 maj 2015 i Jönköpings Sofia-Järstorps församling, var en svensk mästare i simhopp. Hon tävlade för Jönköpings simsällskap.

## Meriter
- SM
  - Simhopp, 3 meter
    - 1978 – 1:a